# Idris (islam)

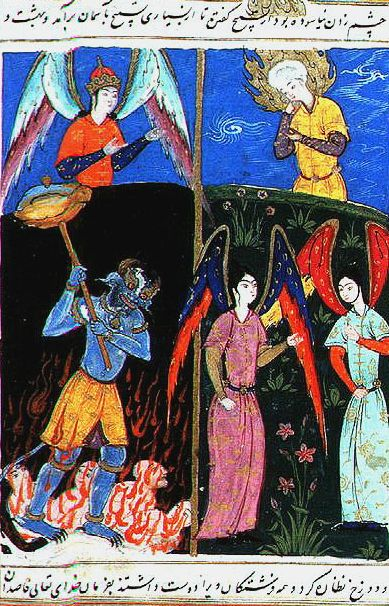
Idrīs mentre visita il Paradiso e l'Inferno (manoscritto persiano del 1577 di "Storia dei profeti").

Idrīs (in arabo ﺍﺩﺭﻳﺲ‎?) è il nome col quale, in due ricorrenze, il Corano indica un profeta destinato a rivelare all'umanità il volere divino.

Si tende a identificarlo col biblico Enoch - in lingua araba Akhnūkh - o, in subordine, con ʿEzra, Elia (Iliyās) o al-Khiḍr / Khaḍir, e a collocarlo nel periodo che avrebbe preceduto il Diluvio Universale: mitologema presente in numerose culture semitiche e, quindi, anche nell'Islam.
La prima occorrenza coranica è la Sūra di Maria (XIX:56-58):
(trad. di Alessandro Bausani)
 e la seconda si trova nella Sura XXI:85-86:
(tr. di A. Bausani)
Nel racconto del miʿrāj, si afferma che Maometto avrebbe incontrato Idrīs nel quarto Cielo, venendo da lui salutato con grande rispetto. Va inoltre ricordato che, secondo la tradizione islamica, anche Idrīs (al pari di Maometto) sarebbe stato beneficato del carisma profetico a 40 anni. 
Nell'Ermetismo, si tese a inserirlo nella linea genealogica di Hermes (Hirmis) e lo stesso mistico Ibn ʿArabī lo definì il "profeta dei filosofi".
Per questo in varie opere di cultura islamica è indicato come inventore, in special modo della divinazione tramite la geomanzia.